# Ramonda spathulata
Ramonda spathulata är en tvåvingeart som först beskrevs av Carl Fredrik Fallén 1820.  Ramonda spathulata ingår i släktet Ramonda, och familjen parasitflugor. Arten är reproducerande i Sverige.